# Ludwig Rehn (chirurg)

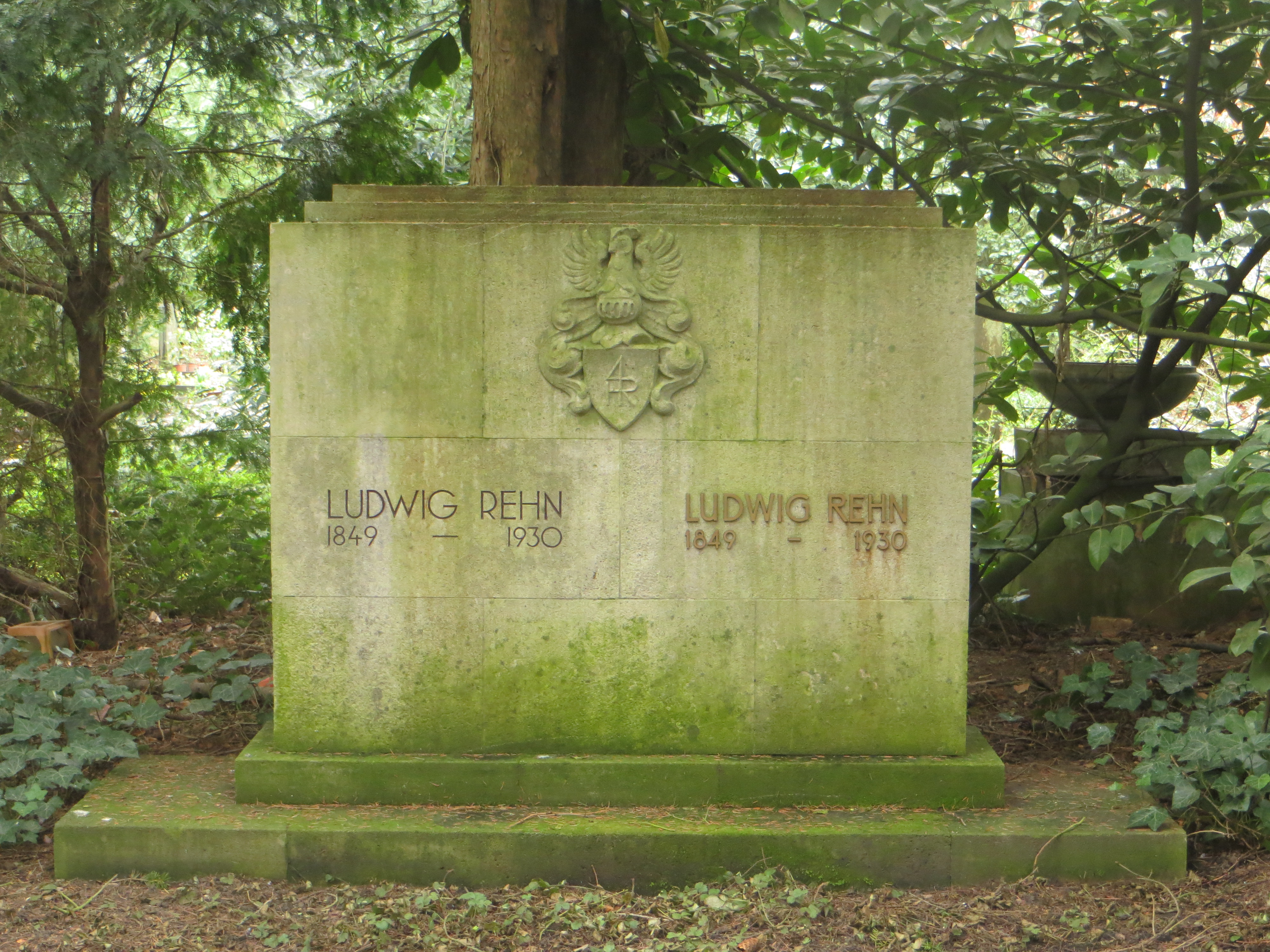
Grób Ludwiga Rehna na cmentarzu we Frankfurcie

Ludwig Wilhelm Carl Rehn (ur. 13 kwietnia 1849 w Bad Sooden-Allendorf, zm. 29 maja 1930 we Frankfurcie nad Menem) – niemiecki chirurg.

## Życiorys
Urodził się jako najmłodszy z piątki rodzeństwa. Po ukończeniu szkoły klasztornej w Bad Hersfeld studiował medycynę na Uniwersytecie w Marburgu w latach 1869–1874. Brał udział jako ochotnik w wojnie francusko-pruskiej 1870–71.
W 1875 uzyskał tytuł doktora na Uniwersytecie w Marburgu i otworzył prywatną praktykę w Griesheim niedaleko Frankfurtu nad Menem. Później przeniósł się do Rödelheim. 
Od 1886 roku pracował jako chirurg w miejskim szpitalu we Frankfurcie nad Menem, gdzie później został kierownikiem oddziału chirurgicznego. W 1914 otrzymał tytuł profesora chirurgii na nowo założonym Uniwersytecie we Frankfurcie nad Menem.
Zmarł w wieku 81 lat i został pochowany na Głównym Cmentarzu we Frankfurcie (Frankfurter Hauptfriedhof) nad Menem.

## Osiągnięcia
Został zapamiętany jako odkrywca przyczyn zachorowań na raka pęcherza moczowego w lokalnych fabrykach aniliny.
W 1880 przeprowadził jako jeden z pierwszych tyreoidektomię.
Był pierwszym chirurgiem, który przeprowadził pomyślnie zakończoną operację serca. 9 września 1896 zszył ranę kłutą serca u 22-letniego ogrodnika Wilhelma Justusa.

## Upamiętnienie
Jego imieniem została nazwana jedna z ulic we Frankfurcie nad Menem.